# کریستین لدسما (بازیکن فوتبال، زاده ۱۹۷۸)
کریستین لدسما (انگلیسی: Cristian Ledesma؛ زادهٔ ۲۹ دسامبر ۱۹۷۸) بازیکن فوتبال اهل آرژانتین است.
از باشگاه‌هایی که در آن بازی کرده‌است می‌توان به باشگاه فوتبال ریور پلاته، باشگاه فوتبال المپیاکوس، باشگاه فوتبال مونتری، باشگاه فوتبال هامبورگ، باشگاه ورزشی سن لورنسو آلماگرو، باشگاه فوتبال راسینگ کلوب آویاندا، و باشگاه فوتبال آرژانتینوس جونیورز اشاره کرد.
وی همچنین در تیم ملی فوتبال آرژانتین بازی کرده‌است.